# Camillina maun
Camillina maun är en spindelart som beskrevs av Norman I. Platnick och Murphy 1987. Camillina maun ingår i släktet Camillina och familjen plattbuksspindlar. Inga underarter finns listade.